# Mistrzostwa Świata FIBT 1959
Mistrzostwa Świata FIBT 1959 odbyły się w dniu 1 lutego 1959 w szwajcarskiej miejscowości Sankt Moritz, gdzie rozegrano konkurencję męskich dwójek i czwórek bobslejowych.

## Dwójki
- Data: 1 lutego 1959

| Miejsce | Państwo           | Zawodnik                       | Czas |
| ------- | ----------------- | ------------------------------ | ---- |
| 1       | Włochy            | Eugenio Monti Renzo Alvera     | -    |
| 2       | Włochy            | Sergio Zardini Luciano Alberti | -    |
| 3       | Stany Zjednoczone | Arthur Tyler Charles Butler    | -    |

## Czwórki
- Data: 1 lutego 1959

| Miejsce | Państwo           | Zawodnik                                                             | Czas |
| ------- | ----------------- | -------------------------------------------------------------------- | ---- |
| 1       | Stany Zjednoczone | Arthur Tyler Gary Sheffield Parker Vooris Charles Butler             | -    |
| 2       | Włochy            | Sergio Zardini Alberto Righini Ferruccio dalla Torre Romano Bonagura | -    |
| 3       | RFN               | Franz Schelle Hartl Geiger Josef Sterff Otto Göbl                    | -    |

## Tabela medalowa
| Miejsce | Państwo           |   |   |   | Razem |
| ------- | ----------------- | - | - | - | ----- |
| 1.      | Włochy            | 1 | 2 | 0 | 3     |
| 2.      | Stany Zjednoczone | 1 | 0 | 1 | 2     |
| 3.      | RFN               | 0 | 0 | 1 | 1     |